# Jagirlu
Jagirlu o Chakirlu fou una tribu turcman que va agafar el nom del seu cap Chakir o Jagir.
Jagir va servir als jalayàrides fins al 1386 quan es va sotmetre a Tamerlà. La seva residència principal era a Ardebil. A la mort de Jagir el va succeir el seu fill Bistam que el 1404 va retre homenatge a Muhammad Umar. El 1405, després de la mort de Tamerlà, Bistam es va revoltar i va obtenir el suport de Xaikh Ibrahim de Xirvan amb suport del qual va ocupar Bardaa. Muhammad Umar els va enfrontar i els va obligar a retirar-se a l'altre costat del riu però Abu Bakr, germà de Muhammad Umar, que s'havia fet amb el control de Sultaniya, va obtenir el suport de l'exèrcit; Muhammad Umar va fer aliança amb diverses tribus turcmans que van cometre abusos a Tabriz i es va retirar a Hamadan mentre Abu Bakr ocupava Tabriz (31 de desembre de 1405); quan Abu Bakr va deixar la ciutat per fer campanya cap a l'Iraq Ajamita, Bistam Jagir es va presentar allí amb suport de Xaikh Ibrahim, les tropes del qual venien al darrere, i va entrar a Tabriz (1406). Però després es va enfrontar amb el seu protector de Xirvan i Bistam va evacuar Tabriz i va retornar a Ardebil i es van aliar a Abu Bakr. El 1406 els kara koyunlu van derrotar a Abu Bakr i van ocupar Tabriz victòria confirmada amb una altra l'abril del 1408; els Jagirlu van decidir fer aliança amb Kara Yusuf dels kara koyunlu, que va nomenar a Bistam com amir al-umara. Bistam va fer una expedició a l'est i va ocupar Sultaniya i Kara Yusuf el va confirmar com a governador de l'Iraq Ajamita. Pels timúrides això era inasumible ja que Sultaniya era la necropolis dels sobirans i la consideraven dins del seu territori.
El 1412-1413 les relacions de Bistam amb Kara Yusuf van fer aigües. Kara Yusuf va haver d'enfrontar altres caps locals aquella mateixa època però les causes exactes del trencament no les coneixem. Les relacions foren tenses. El 1414 Bistam es va decantar per l'aliança amb Xah Rukh. Kara Yusuf també va intentar una aliança amb Xah Rukh, però no fou acceptada. El 1416 Kara Yusuf va capturar a un nebot de Bistam, Muhammad ibn Mansur, al que va alliberar al cap de poc mes d'un mes i li va concedir el govern d'Ardebil i Khalkhal que probablement havia arrabassat als fills de Bistam; aquest estava a Sultaniya. Kara Yusuf va saquejar Sultaniya i Kazwin, que probablement també estava en poder de Bistam.
Kara Yusuf va atacar Sultaniya. Bistam va deixar al seu fill i se'n va anar a Qom. El governador príncep Sad Vaccas el va arrestar per traïció. Xah Rukh va ordenar alliberar-lo i Sad Vaccas, desautoritzat, va abandonar Qom i va marxar a la cort de Kara Yusuf amb Bistam, al qual va entregar a Kara Yusuf carregat de cadenas. Kara Yusuf el va tractar be, el va alliberar i va intentar renovar l'aliança. Un fill de Bistam va rebre l'encàrrec d'anar a buscar les esposes de Sad Vaccas però aquestes van refusar i van massacrar als enviats. La defecció fou interpretada com un debilitament timúrida i es van produir disturbis a Qom, Kaixan i Hamadan. Iskandar i Baykara van avançar cap a Fars i encara que foren inicialment derrotats i Iskandar fet presoner, Baykara va poder entrar a Siraz, on governava Ibrahim Sultan, fill de Xah Rukh, el qual va haver de fer una segona expedició a Fars. El govern de Qom fou donat a Ilies Khwaja ibn Xaikh Ali Bahadur. Mansur a Ardebil va informar a Xah Rukh dels moviments de Kara Yusuf.
Entre 1416 i 1418 Kara Yusuf es va apoder probablement de Sultaniya i Kazwin i els Jagirlu només van conservar territoris a la província de Rayy. El 1419 Bistam estava clarament al servei de Kara Yusuf i la família es va dividir entre els que van donar suport a aquesta aliança i els que hi van estar en contra. El 1420 quan Xah Rukh es va dirigir a l'Azerbaidjan, Masum, germà de Bistam, que governava la fortalesa de Xahriyar, es va unir al seu exèrcit. El timúrides en aquest temps ja els consideraven un poder semiautònom dependent dels Kara koyunlu.